# Макгрегор (Ајова)
Макгрегор (енгл. McGregor) град је у америчкој савезној држави Ајова. По попису становништва из 2010. у њему је живело 871 становника.

## Демографија
Према попису становништва из 2010. у граду је живело 871 становника, што је 0 (0,0%) становника више него 2000. године.
| Група             | 2000.       | 2010.       |
| Белци             | 861 (98,9%) | 833 (95,6%) |
| Афроамериканци    | 0 (0,0%)    | 1 (0,1%)    |
| Азијати           | 1 (0,1%)    | 4 (0,5%)    |
| Хиспаноамериканци | 6 (0,7%)    | 15 (1,7%)   |
| Укупно            | 871         | 871         |